# 铁钟 (翼城县)
铁钟，位于山西省临汾市翼城县唐兴镇翼城中学西北角钟楼，铸造于金大定六年（1166年），高3.1米，直径2.1米。钟楼建于明嘉靖年间，高十余米。
1983年1月，铁钟公布为翼城县文物保护单位。